# Langley Wood
Langley Wood är en skog i civil parish Redlynch, i distriktet Wiltshire, i grevskapet Wiltshire, i England. Skogen är belägen 12 km från Salisbury. Langley Wood var en civil parish från 1858 till 1894 då den blev en del av Downton. Civil parish hade 15 invånare år 1891.